# 里茲德維亞內 (伊凡諾-法蘭科夫斯克州)
49°11′51″N 24°36′27″E / 49.19750°N 24.60750°E
里茲德維亞尼（羅馬化：Rizdviany）是烏克蘭西部的村莊，隸屬伊萬諾-弗蘭科夫斯克州的伊萬諾-弗蘭科夫斯克區。該村面積8.16平方公里，2001年人口216，人口密度每平方公里26.5人。